# Dinastía
José Luis Gómez Ospina plus connu comme « Dinastía », né le 1er février 1974 à Medellín, est un matador colombien.

## Carrière
C'est un des très rares toreros  sud-américain à avoir fait toute sa carrière dans son pays d'origine et en Amérique du Sud où il a été souvent le témoin ou le parrain de matadors espagnols lors de leur confirmation d'alternative (Rafael de Julia entre autres).
Il revêt son premier habit de lumières le 9 septembre 1989 à Cali. Il se présente en novilladas avec piquée dans les arènes de Santamaría de Bogota le 23 septembre 1990 aux côtés de Pepe Manrique  et Manuel Caballero devant des novillos de la ganadería de Ernesto Gutiérrez Arango.
Il se présente à Las Ventas, toujours en qualité de novillero, le 18 juillet 1992  en compagnie de Julián Zamora et David Parra. Ce n'est qu'après avoir participé à une quarantaine de novilladas que Dinastía prend son alternative à Cali, en Colombie le 29 décembre 1992. avec pour parrain Jesulín de Ubrique et pour témoin Manuel Caballero devant du bétail de la ganadería colombienne de Punta Humbría. Il conrime son alternative dans le même lieu le 30 juin 2000. devant des taureaux de José Escolar. Il a pour parrain Luis de Pauloba.  et pour témoin Luis Miguel Encabo.
À partir de là, il est dans toutes les arènes de Colombie et de toutes les ferias :  Ibagué, Carthagène des Indes, Aguazul, Manizales, Medellín, avec une courte incursion au Mexique à Coatepec (État de Veracruz) en 2007. On ne sait plus rien de sa carrière depuis la dernière de février 2009 à Medellín où il a coupé une oreille 